# Викинт
Викинт (лит. Vykintas; ум. ок. 1253) — жемайтский князь, дядя (по матери) Товтивила и противник великого князя литовского Миндовга.

## Биография
Первое упоминание о князе Викинте относится к 1219 году (согласно самой летописи, 1215), когда он вместе с другими литовскими князьями участвовал в подписании мирного договора с Галицко-Волынским княжеством. В 1236 году произошла битва при Сауле, в которой Викинт мог возглавлять жемайтское войско. Орден Меченосцев потерпел сокрушительное поражение и вынужден был в скором времени влиться в состав Тевтонского. В 1248 году Миндовг послал Викинта и своих племянников (по отцу) Товтивила и Эрдивила (или Эдивида) в военный поход на Смоленск. Поначалу поход развивался удачно, но в 1249 году в сражении у Зубцова литовское войско потерпело поражение. Узнав об этом, Миндовг решил отобрать у князей их имения. Викинт, Товтивил и Эрдивил вынуждены были бежать к мужу сестры Товтивила князю галицко-волынскому Даниилу Романовичу.
Даниил Романович снарядил Викинта, и в середине 1249 года тот явился в Жемайтию, без труда подкупив местную знать. Большая часть этой языческой провинции встала на его сторону (кроме Южной Жемайтии, поддерживавшей Миндовга). После этого Викинт, снова не без помощи Даниила, вступил в сговор с Ливонией против Миндовга.
В 1250 году противникам Миндовга удалось образовать сильную коалицию, куда вошли войска Ливонского ордена и Галицко-Волынского княжества, произошли два похода, один на Нальшу, а второй на Воруту, защитой последней Миндовг руководил сам.
Тем не менее, Миндовгу удалось расстроить коалицию против него. Ему удалось вывести из войны Орден, приняв крещение и отдав земли северных балтийских племен (курши, земгалы и пр.) в руки крестоносцев. 
Уже в 1252 году Миндовг перешел в контрнаступление и осадил столицу Викинта, Тверяй (в летописи — Тверимет), впрочем, неудачно. Вскоре Миндовгу удалось подписать мир и с Даниилом Галицким, по которому сын последнего, Шварн Данилович взял в жены дочь Миндовга.
Около 1253 года Викинт умер, Товтивил вынужден был вновь бежать к Даниилу Галицкому, коалиция распалась, а Миндовг принял титул короля Литвы.